# The Strumbellas
The Strumbellas es un grupo musical canadiense de música country alternativo e indie rock formado en Toronto en 2008.

## Miembros

#### El grupo está compuesto por:
- Jimmy Chauveau: Compositor, Voz (música), Guitarra
- David Ritter: Voz (música), Teclado electrónico
- Jon Hembrey: Guitarra
- Izzy Ritchie: Violín
- Darryl James : Bajo eléctrico

#### Antiguos miembros
- Simon Ward: Compositor, Voz (música), Guitarra
- Jeremy Drury: Batería (instrumento musical)

## Actividad
Publicaron su primer álbum "My Father and the Hunter" bajo una compañía discográfica independiente en el 2012, para luego formar parte de Six Shooter Records al año siguiente, publicando su segundo disco, "We Still Move on Dance Floors". Gracias a este disco, en el 2014 recibieron un Juno Awards en la categoría "Roots & Traditional Album of the Year: Group", después de haber sido nombrados también para el precedente álbum.
Alcanzaron popularidad a escala internacional en el año 2016 gracias al sencillo Spirits, primer extracto de su tercer álbum Hope, publicado el 22 de abril. El fragmento ha obtenido un buen éxito radiofónico y comercial en diversos países.

## Discografía

### Álbumes
- 2012 - My Father and the Hunter
- 2013 - We Still Move on Dance Floors
- 2016 - Hope
- 2019 - Rattlesnake
- 2024 - Part Time Beliver

### EP
- 2009 - The Strumbellas
- 2025 - Burning Bridges Into Dust

## Premios y reconocimientos
| Año  | Premio                            | Categoría                                   | Trabajo Nominado            | Resultado | Ref   |
| ---- | --------------------------------- | ------------------------------------------- | --------------------------- | --------- | ----- |
| 2013 | Juno Awards                       | Mejor álbum de “Raíz y Tradicional” (Grupo) | The Strumbellas             | Nominado  | [ 4 ] |
| 2014 | Juno Awards                       | Mejor álbum de “Raíz y Tradicional” (Grupo) | The Strumbellas             | Ganador   | [ 5 ] |
| 2016 | MuchMusic Video Award             | Mejor Video de Rock/Alternativo             | "Spirits"                   | Ganador   | [ 6 ] |
| 2017 | iHeartRadio Music Awards          | Mejor Artista Nuevo                         | The Strumbellas/“Spirits”   | Nominado  | [ 7 ] |
| 2017 | iHeartRadio Music Awards          | Mejor Canción Rock Alternativo del Año      | The Strumbellas/“Spirits”   | Nominado  | [ 7 ] |
| 2017 | iHeartRadio Music Awards          | Mejor Artista Rock Alternativo del Año      | The Strumbellas/“Spirits”   | Ganador   | [ 7 ] |
| 2017 | Juno Awards                       | Grupo del Año                               | The Strumbellas/“Spirits”   | Nominado  | [ 8 ] |
| 2017 | Juno Awards                       | Elección de los Fanes                       | The Strumbellas/“Spirits”   | Nominado  | [ 8 ] |
| 2017 | Canadian Independent Music Awards | Canción del Año                             | "We Don't Know"             | Ganador   | [ 9 ] |
| 2017 | Canadian Independent Music Awards | Composición Musical del Año                 | "Spirits" y "We Don't Know" | Ganador   | [ 9 ] |